# HD183841
HD183841 — хімічно пекулярна зоря спектрального класу A4, що має видиму зоряну величину в смузі V приблизно  7,0.
Вона  розташована на відстані близько 433,7 світлових років від Сонця.